# キミの記憶をボクにください〜ピグマリオンの恋〜
『キミの記憶をボクにください〜ピグマリオンの恋〜』とは、BeeTVにて2010年3月20日より配信されたドラマ。放送時間は各10分。全12回。240万回以上の再生回数でBeeTVドラマ部門の1位を記録した。
ロケは全て韓国で行われたBeeTV初のオリジナル韓国ドラマ。

## キャスト
- ギヨン：キム・ジェウク
- ヒョンジュン：キム・ジュン
- ミカ：南沢奈央
- ヒジン：南沢奈央
- ウンヨン：イ・ウンウ
- ミネルバ：パク・サンミョン
- コンニム：キム・リナ
- ソンウ：チェ・グォン
- ジヨン：ユン・スンア

## サブタイトル
1. 忘れられない人
2. 彼氏がふたり?
3. 入れ替わった恋人
4. ソウルの恋人たち
5. 愛を誓った森
6. 記憶のパズル
7. 星の下の告白
8. 本当の彼女
9. 繰り返される悲劇
10. 交差する記憶
11. 忘れてしまった?
12. ピグマリオンの恋

## スタッフ
- 監督：キム・ユンチョル
- プロデューサー：キム・ドンクック
- 製作：パラレル・パラレルHP

、オフィスハラソウル・オフィスハラソウルHP

## 主題歌
オープニング・テーマ
- 「Pygmalion and Galatea」キム・テフン

メイン・テーマ
- 「記憶を消して」ナム・ギュリ

## 作品賞
- 2010大韓民国コンテンツアワード　大統領賞 受賞、デジタルコンテンツ部門　大賞受賞